# Енн Граймс
Енн Граймс (англ. Anne Grimes; 17 травня 1912, Колумбус, Огайо, США — 14 січня 2004, Оберлін, Огайо) — американська журналістка, музикантка й історик американського фольклору (зокрема Середнього Заходу). Збирала та виконувала традиційні пісні, які зберігаються в Американському фольклорному центрі Бібліотеки Конгресу. 1997 року подарувала свою колекцію старовинних цимбалів й інші інструментів Смітсонівському музею американської історії у Вашингтоні, округ Колумбія. Крім того, вокалістка з класичною освітою та досвідчена піаністка.

## Біографія
Народилася 17 травня 1912 року в Колумбусі, штат Огайо. Батько, Кларенс Лейлін, був корпоративним юристом у Колумбусі та професором права в Університеті штату Огайо. Його батько, Льюїс Кесс Лейлін, був помічником міністра внутрішніх справ при президентах Вільямі Говарді Тафті та Вудро Вільсоні, а також держсекретарем штату Огайо та спікером законодавчого органу. Її мама була опікуном Весліанського університету Огайо. Протягом своєї кар'єри як фольклористки Граймс використовувала зв'язки батьків, дідусів і бабусь, щоб отримати можливості для зустрічей, досліджень і виступів.
Навчалася у Північній школі та Весліанському університеті Огайо в Делавері, штат Огайо, який закінчила зі ступенями бакалавра мистецтв і музики. В Університеті штату Огайо працювала над дипломною роботою з історії та теорії музики, хоча навчання не завершила.
Була одружена з доктором Джеймсом В. Граймсом, професором мистецтва в Університеті штату Огайо. Він обіймав посаду голови факультету мистецтв Університету Денісона з 1962 році. Він розробляв костюми для дружини, які вона одягала для презентацій, на основі вбрання піонерок Огайо, а також допомагав із записом. Разом у них було п'ятеро дітей: Стівен, Сара, Дженніфер, Мері та Мінді.

## Кар'єра
Після закінчення навчання працювала вчителем музики в школах округу Делавер й Академії Колумба. У 1942—1946 роках працювала критиком для «Columbus Citizen», висвітлюючи музичні та танцювальні вистави. У ці ж роки також вела щотижневу радіопрограму на радіо WOSU. Наприкінці Другої світової війни почала мандрувати Огайо, збираючи та зберігаючи народні пісні. У поїздках записувала, досліджувала та вивчала зібрані пісні, часто за допомогою чоловіка. У 1950-х роках стала експертом з цимбалів, зокрема, дульцимеру, і 1957 року випустила альбом «Ohio State Ballads: History Through Folk Songs: Anne Grimes with Dulcimer» з Folkways Records. Смітсонівський інститут перевидав альбом 1991 року. Співавтори Граймс були представниками різних професій, але її колекція також містила речі від Карла Сендбурга, Піта Сігера, Дженні Веллс Вінсент і Боба Гібсона. Починаючи з 1950-х років, часто влаштовувала програми, на яких читала лекції та виконувала матеріал з її колекції.
У 1961—1993 роках була суддею національного конкурсу «Дні цимбалів» у Роско, штат Огайо. 1971 року виступила на інавгураційному гала-концерті губернатора Огайо Джона Гіллігана в театрі Огайо в Колумбусі. 1997 року подарувала свою рідкісну колекцію народних інструментів Смітсонівському інституту. Щоб відзначити цю подію, вона виступила зі своїм другом і колегою-фольклористом Джо Гікерсоном у Національному музеї американської історії у Вашингтоні.
Померла у 91 рік 14 січня 2004 року у своїй резиденції в Оберліні, штат Огайо. На момент смерті вона працювала над книгою про свої записи й історії людей, з якими спілкувалася під час фольклористичних мандрівок. Її дочки, Сара Граймс, Дженніфер Граймс Кей, Мері Граймс і Мінді Граймс, зібрали та відредагували її книгу «Історії зі збірки американської народної музики Енн Граймс», опубліковану 2010 року видавництвом Університету Огайо. Книга містила компакт-диск з 33 записами з колекції Енн Граймс у Центрі американського фольклору Бібліотеки Конгресу.

## Членство та спадок

### Членство
- Президент і редактор Фольклорного товариства Огайо[2]
- Член консультативної ради Національного фольклорного фестивалю[2]
- Архівіст Національної федерації музичних клубів[2]
- Почесне довічне членство в Історичному товаристві Огайо[2]
- Почесне довічне членство в Delta Kappa Gamma[2]
- Почесне довічне членство у фольклорному товаристві Огайо[2]

### Нагороди
- Нагорода за видатну кар'єру в музичній школі Університету штату Огайо, 1993[2]
- Нагороди випускників Весліанського університету Огайо, 1994 рік[2]

### Альбоми, видання, зібрання
- Альбом: Ohio State Ballads History Through Folksongs Anne Grimes, with Dulcimer редактор Кеннет С. Голдштейн. Вихід: 1957 рік Folkways Records[11], перевидання 1991 року Смітсонівський інститут[14]
- Книга: Stories from the Anne Grimes Collection of American Folk Music. Видавець Ohio University Press, 2010[15].
- Зібрання народної музики Огайо Енн Граймс зберігається в Бібліотеці Конгресу і містить записи, фотографії, статті, рукописи та публікації[16]. Частина її записів також зберігається в Історичному товаристві Огайо[5].